# Перкинс, Роберт
Роберт Сирил Лейтон Перкинс (англ. Robert Cyril Layton Perkins; 15 ноября 1866, Бадминтон — 29 сентября 1955) — английский энтомолог, орнитолог, исследователь фауны Гавайских островов.

## Биография
Происходил из семьи священнослужителей. Отец Чарльз Мэтью Перкинс был приходским священником и директором гимназии короля Эдуарда VI в городе Сент-Олбанс. Мать Агнес Марта Бич была дочерью священнослужителя. Два его дяди по линии отца были энтомологами любителями. Роберт Перкинс увлёкся энтомологией с четырёхлетнего возраста, когда гуляя с отцом, поймал редкую для Англии бабочку Satyrium w-album.
С 1885 по 1889 годы Перкинс учился в Колледже Иисуса в Оксфорде. В 1906 году стал доктором наук Оксфордского университета. В университете большое влияние на становление Перкинса как энтомолога оказал Эдвард Пультон, бывший тогда президентом Оксфордского общества естествознания. После окончания университета в течение года Перкинс занимался частным репетиторством. В 1981 году ему предложили место сотрудника Британской ассоциацией содействия развитию науки для изучения наземной фауны Гавайских островов. Из десяти лет с 1892 по 1901, в которые Перкинс работал в комитете, он шесть провёл на Гавайских островах, собирая материал по насекомым и птицам. Непосредственным руководителем Перкинса был известный английский энтомолог Дэвида Шарп. Содействие в обработке материалов по птицам оказывал орнитолог Альфред Ньютон.
После аннексии Гавайских островов Соединёнными Штатами в 1898 году, Перкинс работал с 1902 по 1904 годы в местном совете по сельскому хозяйству. Позже до 1912 года он занимал пост директора отдела энтомологии Гавайской ассоциации сахарных плантаторов. Вопросами связанными с экономической энтомологией Перкинc занимался в сотрудничестве с Альбертом Кобеле. Кобеле был первым кто предложил использовать хищных насекомых в борьбе с вредителями сельского хозяйства. В 1897 году Перкинс вместе с ним совершил поездку в Калифорнию, Аризону и Мексику. В 1904 году они вместе посещали Австралию. Сотрудниками Перкинса в отделе энтомологии были Ф. У. Терри и Джорджем Киркальди.

## Научные достижения
Роберт Перкис известен в первую очередь как учёный, внёсший огромный вклад в исследование эндемичной фауны Гавайских остров. Им было собрано более 100 тысяч образцов. Результаты обработки этих сборов были обобщены в трёхтомнике «Фауна Гавайев» под редакцией Шарпа. В этом издании Перкинс обобщил сведения о более 3300 видах насекомых, из которых 2700 были эндемиками. Перкинс описал 897 эндемичных для Гавайских остров насекомых, в том числе 17 видов стрекоз, 37 сверчков, 22 сеноедов, 38 сетчатокрылых, 496 жуков и 268 перепончатокрылых. Всего 7 % описанных им таксонов впоследствии были сведены в синонимы.
Вторым направлением работ Перкинса была практическая энтомология. В служебные обязанности его входил контроль над импортируемыми растениями и предотвращение завоза вредителей сельскохозяйственных культур. Вместе с Альбертом Кобеле Перкинс занимался разработкой мер ограничения распространения кустарника Lantana camara, который занял на островах обширные территории. Были предприняты попытки найти насекомых фитофагов, которые бы питались на этом растении. Было испытано более десяти видов питающихся на этом растений, но наиболее значительные результаты принесли использование червеца Orthezia insignis. Инвазию этого вида удалось подавить. Это был первый успешный опыт использования насекомых в борьбе с сорняками. В 1903 году на Гавайях произошла крупная вспышка вредителя сахарного тростника. Вредитель был идентифицирован Джорждем Киркальди как новый для науки вид, и он назвал его в честь Перкинса Perkinsiella saccharicida (Delphacidae). Другим вредителем тростника был жук долгоносик Diatraea saccharalis. Изучая паразитов этого вредителя, Перкинс описал в 1912 году новый вид трихограммы Trichogramma fasciatum.

## Признание заслуг
В честь Перкинса названы множество видов насекомых в том числе: Allometopon perkinsi McAlpine, 1960, Aeletes perkinsi (Scott, 1908), Hylaeus perkinsianus (Timberlake, 1926) и Hyles perkinsi Swezey, 1920, Lepidiota perkinsi Blackburn, 1912.